# Włodowice
Włodowice (deutsch: Waldowitz) ist eine Stadt und Sitz der gleichnamigen Stadt-und-Land-Gemeinde im Powiat Zawierciański der Woiwodschaft Schlesien in Polen.

## Geographie
Włodowice liegt in der Krakau-Tschenstochauer Jura, einem Gebirgszug im südlichen Polen. Die Stadt liegt 47 km nordöstlich von Kattowitz.
Die Stadt liegt in einer sehr attraktiven Landschaft. Die größten Attraktionen sind die zahlreichen Felsgruppen, die sich auch gut zum Klettern eignen. Bei der Gruppe Rzędkowickie liegt ein Campingplatz. Es kann in der näheren Umgebung auch Wassersport betrieben werden. Włodowice bietet ebenso gute Möglichkeiten zum Angeln.

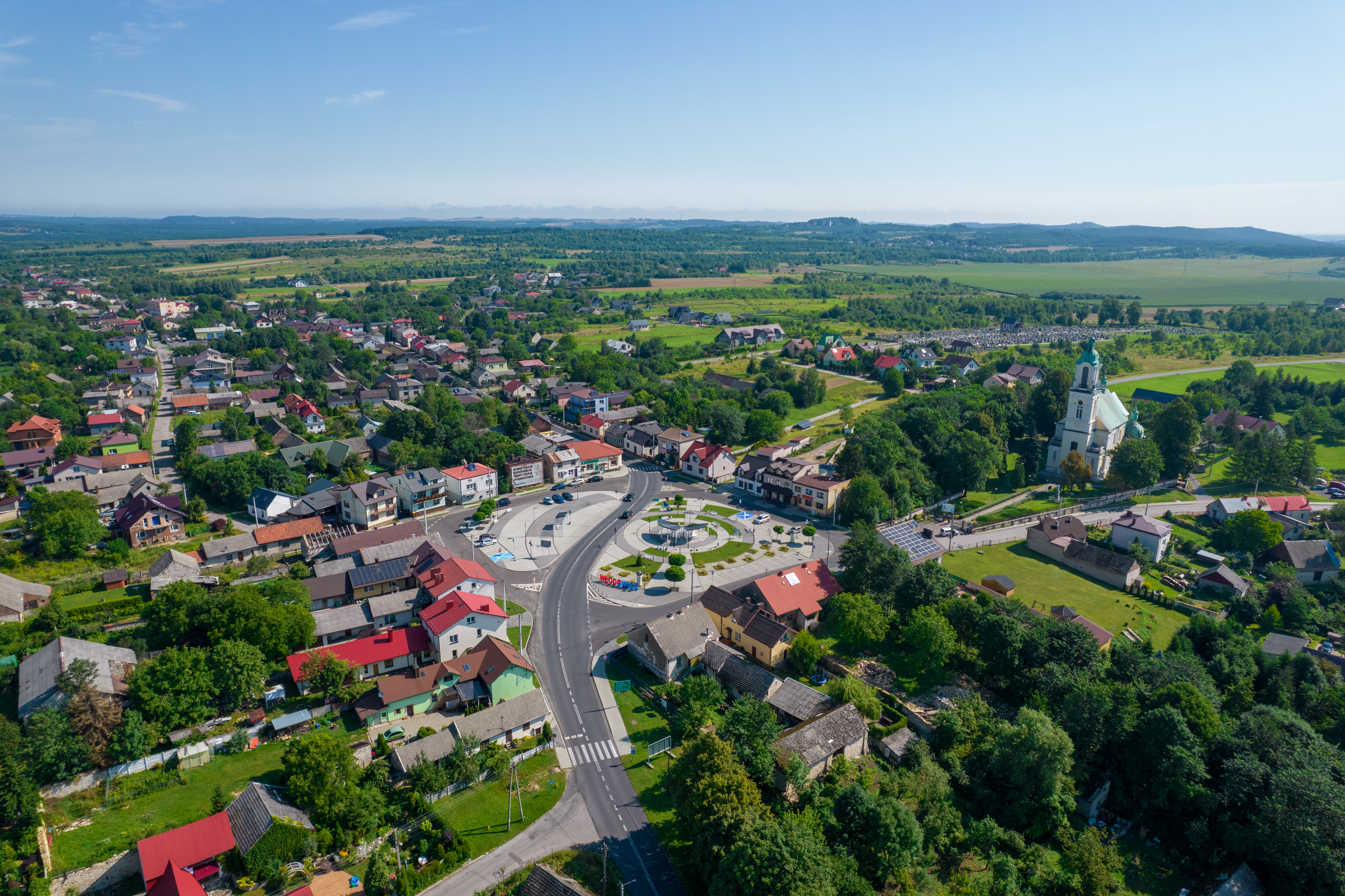
Überblick

## Geschichte
Włodowice hat eine lange und bewegte Geschichte. Erstmals erwähnt wurde es 1220 in einer Urkunde vom Bischof von Krakau, Iwo Odrowąż als Wlodowycze. Es zählte damals zu den Dörfern, welche Abgaben an die Lokalregierung dem Kloster in Mstów zahlen mussten. Während des Mongolensturms durch Polen wurde Włodowice niedergebrannt und später wieder aufgebaut. Im zeitigen 14. Jahrhundert wurde eine Kirchengemeinde in Włodowice gegründet. 1327 ging das Dorf in den Besitz von König Władysław I. Ellenlang über. Mutmaßlich nur wenige Jahrzehnte später erhielt Włodowice das Stadtrecht. 1386 gelangte es in die Hand einer Adelsfamilie.
Die Stadt gehörte administrativ zum Kreis Lelów in der Woiwodschaft Krakau in der Adelsrepublik Polen-Litauen. 1530 wurde sie von Severin Boner u. a. mit den Städten Ogrodzieniec, Bydlin und Kromołów an Jakub Boner verkauft.
In der zweiten Hälfte des 16. Jahrhunderts erlangte Włodowice größere Bedeutung als eines der Zentren der protestantischen Reformation in Südpolen. Im Schwedisch-Polnischen Krieg (1655–1660) wurde die Kleinstadt erneut niedergebrannt.
In Włodowice waren mehrere bekannte Persönlichkeiten zu Gast unter anderem am 26. Juli 1683 König Johann III. Sobieski und im März 1734 August der Starke.
Im Zuge der Dritten polnischen Teilung kam sie 1795 an Preußen als Teil von Neuschlesien. 1807 kam sie ins Herzogtum Warschau und 1815 ins neu entstandene, russisch beherrschte Kongresspolen. 1870 verlor der Ort mit 14 anderen Städten im Gouvernement Piotrków das Stadtrecht im Zusammenhang der Repressionen nach dem Januaraufstand.
Nach dem Ende des Ersten Weltkriegs kam Włodowice zu Polen, Woiwodschaft Kielce.
Zum 1. Januar 2023 wurde das Stadtrecht erneut verliehen.

## Gemeinde

### Struktur
Zur Stadt-und-Land-Gemeinde (gmina miejsko-wiejska) Włodowice gehören zehn Ortschaften mit einem Schulzenamt:
Góra Włodowska
Hucisko
Kopaniny
Morsko
Parkoszowice
Rudniki
Rzędkowice
Skałka
Włodowice
Zdów
Ein weiterer Ort der Gemeinde ohne Schulzenamt ist Parkoszowice-Kolonia.

### Tourismus
Die Stadt liegt in einer sehr attraktiven Landschaft. Die größten Attraktionen sind die zahlreichen Felsgruppen, die sich auch gut zum Klettern eignen. Bei der Gruppe Rzędkowickie liegt ein Campingplatz. Es kann in der näheren Umgebung auch Wassersport betrieben werden. Włodowice bietet ebenso gute Möglichkeiten zum Angeln.
Bei Touristen sind die Quellen von Białka Zdowska sehr beliebt. Auch in die Zukunft des Tourismus in Włodowice wird investiert, vor allem in Campingplätze sowie die ebenfalls bei Touristen beliebte Ziegenzucht.

### Sport
An der Włodowicer Schule wurde eine moderne Turnhalle mit Fitnessraum, Kletterhalle und einem Rehabilitationsraum errichtet.

### Religion
In Włodowice befindet sich eine historische Kirche des heiligen Sankt Nikolaus. Der Grundstein für die Kirche wurde 1701 gelegt, die Weihe erfolgte 1708. Ihre Erbauung wird dem Priester Marian Kepski zugeschrieben. Einen Altar erhielt die Kirche 1787. 1796 wurden die Kirchtürme von Mauermeister Valentine Urbanski restauriert, 1898–1911 die restliche Kirche. Heute erscheint das Gebäude im Stil des polnischen Barocks. Auf dem römisch-katholischen Friedhof liegen Gräber von Soldaten aus dem Ersten und Zweiten Weltkrieg.

### Partnerstädte
- Lamerdingen[3] in Deutschland
- Oravsky Podzarnok in der Slowakei